# Миле Латас Мићо
Миле Латас Мићо (Плашки, 8. новембар 1926) био је партизан и самоуки музичар.

## Биографија
Рођен је 8. новембра 1926. године у Плашком, где је завршио основну школу, а затим у Огулину нижу гимназију. Кад је почео устанак у Плашчанској долини, као петнаестогодишњак, ступио је у Народноослободилачки покрет, заједно са оцем, два брата и сестром. Био је члан Општинског одбора Савеза комунистичке омладине Југославије (СКОЈ-а). Затим је у партизанским јединицама био омладински руководилац батаљона и рат је завршио на дужноти бригадног референта за културно-просветни рад. После ослобођења радио је као службеник у срезу Огулин и секретар председника среза. Неколико година је, све до пензионисања, био директор Дома културе у Огулину, где је показао изузетне способности за културне активности и постизао знатне успехе у тој области.

## Композитор и хоровођа
Био је врло талентовани самоуки музичар. Компоновао је хорске песме ојкаче и предводио мешовити Хор жељезничара Огулина, који је недавно прославио 120-годишњицу. Гостовао је са хором у земљи и иностранству. Када је под њговим дириговањем Огулински хор у Прагу, на фестивалу жељезничарских хорова победио са његовим композицијама, пришли су му новинари и питали на којем је конзерваторијуму студирао, били су изненађени када им је саопштио да је самоук. Скоро све новине у Чехословачкој су се огласиле текстом и његовом фотографијом.
Нарочито је потресна његова песма (текст и композиција) „Балинка је моја рана љута“, коју је посветио свом брату Бранку, комесару батаљона и младом револуционару, као и његовим друговима: Роберту Домани, Јеврејину, команданту артилеријског дивизиона и капетану Интернационалних бригада, Адолфу Штајнбергеру, такође Јеврејину и шпанском борцу, комесару Плашчанске чете и командиру чете, Стеви Чутурило, предратном комунисти и револуционару. Њих су четнички пучисти у Личкој јасеници првих дана априла 1942. године на превару разоружали и после физичке тортуре стрељали и посмртне остатке бацили у бездан Балинка, дубоку 350 метара. Мешовити хор прозива и оплакује револуционаре стрељане и бачене у јаму Балинка. Публика не може да задржи сузе слушајући извођење ове хорске ојкаче.

## Одликовања и јавна признања
Носилац је Партизанске споменице 1941. и још неколико ратних и мирнодопских одликовања, као и добитник неколико јавних признања за развој културсних активности.
После његове смрти хор железничара носио је његово име све до осамостаљења Хрватске, када је му је враћен првобитни назив Клек.